# Ingrid de Oliveira
Ingrid de Oliveira (Rio de Janeiro, 7 de maio de 1996) é uma saltadora brasileira. Uma das melhores saltadoras da história do Brasil, terminou em 4º lugar no Campeonato Mundial de Esportes Aquáticos de 2022, além de ter duas medalhas nos Jogos Pan-Americanos e duas nos Jogos Sul-Americanos. Participou de dois Jogos Olímpicos, em 2016 e 2020, além de estar classificada para Paris 2024.

## Carreira

### Inicio
Crescendo no bairro carioca de Vista Alegre, Ingrid fazia ginástica olímpica no Fluminense Football Club, e foi convidada a mudar para os saltos ornamentais, que sua irmã Erica já disputava.
Após perder a mãe em 2013, foi morar com Erica por um tempo em Niterói, antes de, com a ajuda de sua técnica, voltar para o Rio. Logo foi convidada para seleção brasileira de juniores.

### 2014-16
Nos Jogos Olímpicos da Juventude de 2014 terminou em 5º lugar na plataforma de 10 m individual.
Nos Jogos Pan-Americanos de 2015 em Toronto, foi medalha de prata na Plataforma de 10 metros sincronizada competindo em dupla com Giovanna Pedroso.

### Jogos Olímpicos Rio 2016
Durante os Jogos Olímpicos do Rio em 2016, devido a conflitos entre Ingrid e Giovanna, com causas que incluíam as metodologias de treino e os saltos a executar, a dupla ficou na última colocação na mesma prova. A situação levou posteriormente à dissolução da dupla. Ela terminou em 8º lugar na Plataforma de 10m sincronizada,e em 22º na Plataforma de 10 m individual.

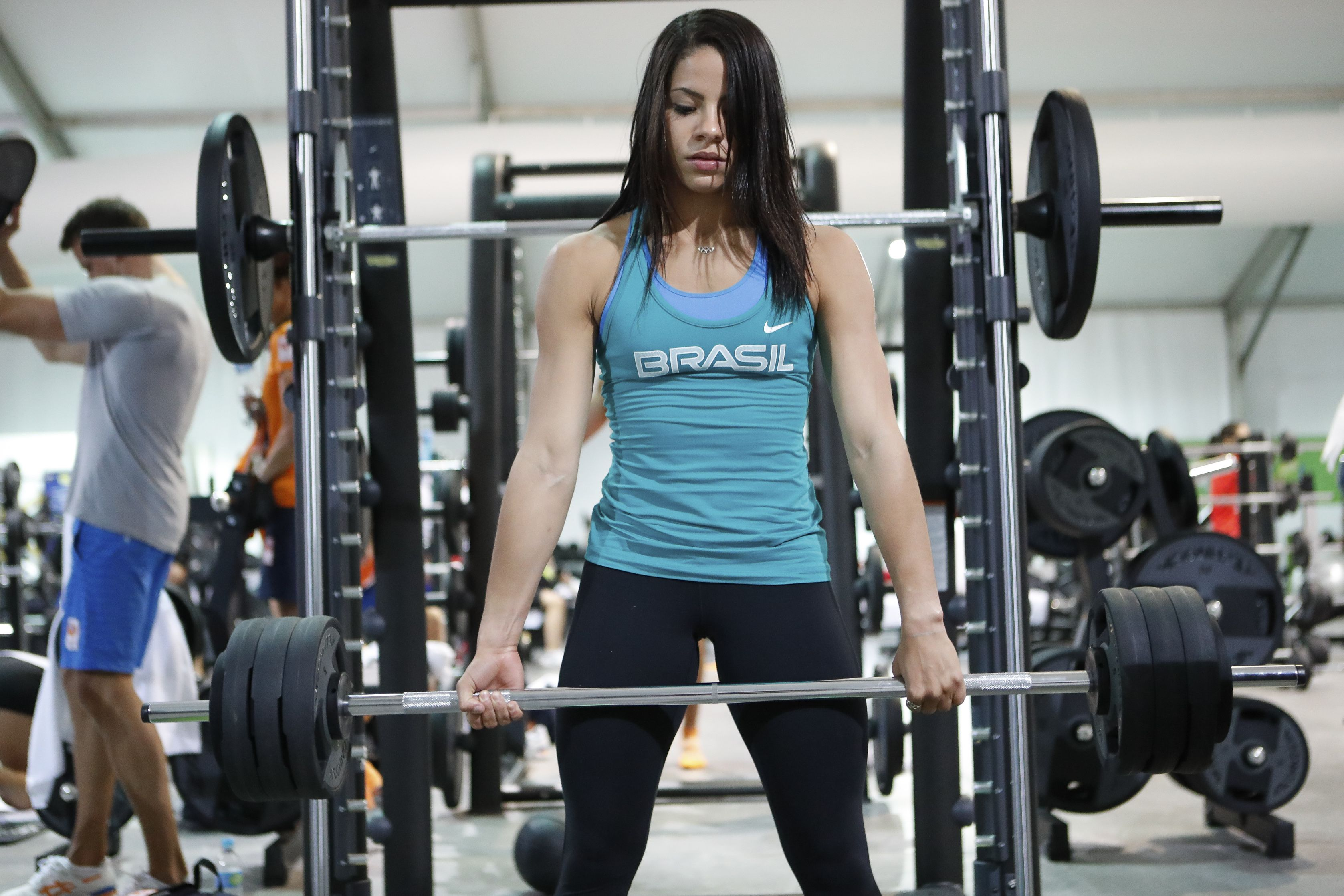
Ingrid Oliveira treinando na academia da Vila Olímpica dos Jogos Rio 2016

### 2017-20
Nos Jogos Sul-Americanos de 2018, conquistou ouro na plataforma individual de 10m e bronze na plataforma sincronizada de 10m.

### Jogos Olímpicos Tóquio 2020
Ingrid garantiu vaga nos Jogos Olímpicos de Tóquio 2020 ao competir na Copa do Mundo de Saltos Ornamentais em maio de 2021. Terminou em 24º lugar na Plataforma de 10m individual. 

### 2021-24
No Campeonato Mundial de Esportes Aquáticos de 2022, teve o melhor desempenho da história dos saltos ornamentais do Brasil, obtendo o 4º lugar na Plataforma de 10 m individual. 
No Campeonato Mundial de Esportes Aquáticos de 2023, ela esteve novamente na final, terminando agora em 12º lugar na Plataforma de 10 m individual.
Retomou a parceria com Giovanna Pedroso nas competições internacionais, mirando o cliclo de Paris 2024. Nos Jogos Pan-Americanos de 2023, após bater na trave na briga por medalhas e terminar em 4º lugar no individual, conquistou o bronze na Plataforma de 10 metros sincronizada com Giovanna, subindo pódio novamente 8 anos nos Jogos Pan-Americanos.